# Снофріск
Снофріск (норв. Snøfrisk, «свіжий як сніг», читається сньофріск) — сорт норвезького вершкового сиру. Виготовляється із 80 % козячого молока і 20 % коров'ячих вершків.
Сир вперше був представлений на Олімпійських іграх в 1994 році в Ліллехаммері.
Норвезька компанія TINE виробляє «Снофріск» в двох варіантах: напівтвердий козячий сир «Снофріск» і м'який вершковий «Снофріск» із додаванням коров'ячих вершків. Випускається в пластикових пачках пірамідальної форми, як класичний, так і сир з різноманітними додатками — гриби, кріп та інші.
Норвезький козячий сир Snøfrisk hard cheese, що випускається під тією ж маркою, має маленькі круглі вічка, білого кольору, виготовляється із цільного пастеризованого козячого молока. Текстура — гнучка, смак — яскравий, трохи кислий, насичений.
Сир підходить для бутербродів, для солених закусок, для «шведського стола». «Снофріск» може слугувати альтернативою вершкам, сметані або вершковому крему в соусах і при тушкуванні. Також можна використовувати у вершкових десертах і тістечках з фруктами і ягодами.